# 알레그로 (음악)
알레그로(Allegro)는 악보에서 '빠르고 경쾌하게' 연주하라는 지시어다. 비바체보다 느리지만 알레그로 모데라토에 비해서는 빠른 템포를 의미한다.